# Effetto Toro
Effetto Toro è un film del 1985 diretto da Nemesio Beltrame e Valter Buccino.

## Trama
Benché buona parte del film sia di stampo documentaristico, il filo conduttore che lega i vari spezzoni è frutto di finzione.

### La finzione
Un uomo (Eugenio Allegri) rientra a casa in piena notte. Appena entrato nell'abitazione, viene sorpreso da alcuni rumori provenienti dal suo televisore. Poco dopo diviene chiaro allo spettatore che in realtà si tratta dei cori dei tifosi della Curva Maratona, accompagnate dalle immagini del documentario. L'uomo si siede e comincia la visione, parallelamente agli spettatori. Durante la parte documentaristica, si vede come i condomini si uniscano all'uomo, quasi come a formare una piccola curva.

### La parte documentaristica
Il documentario ripercorre la stagione calcistica 1984-1985 del Torino, attraverso immagini di incontri e di allenamenti. Tra i vari spezzoni sportivi, oltre alle parti riguardanti la storia, trovano spazio anche alcune interviste rivolte sia ai tifosi che ai protagonisti della stagione, come Giuseppe Dossena e Gigi Radice.

## Colonna sonora
Le musiche sono originali e composte da Marco Cimino e Bruno Marro. Fa eccezione la canzone Sempre tu, cantata dai Reeds e composta da Marro.

## Distribuzione
Il film fu direttamente distribuito su videocassetta.